# ワンアームド・バンディット
『ワンアームド・バンディット』（原題：One-Armed Bandit）は、ノルウェーのバンド、ジャガ・ジャジストが2010年に発表したスタジオ・アルバム。ジャガ・ジャジストのメンバーであるラーシュ・ホーントヴェットは、本作を「ワーグナーとフェラ・クティの出会い」と表現しており、音楽評論家のアンディ・ケルマンはallmusic.comにおいて「ジャガ・ジャジストのこれまでの作品の中では、ジャズに根ざした要素が最も希薄で、最もプログレッシブ・ロック的なアルバム」と評している。イギリスでは、A面からC面の3面に分かれたLPレコードもリリースされた。

## 背景
Øystein MoenとStian Westerhusを新メンバーとして迎えた体制で録音された。ミキシングは、トータス等のメンバーとして知られるジョン・マッケンタイアによる。ジャケット・デザインはヨーコランドが担当。

## 反響
母国ノルウェーのアルバム・チャートでは、モーターサイコとのコラボレーション・アルバムを含めると、バンドにとって4作目となるトップ10入りを果たし、ノルウェーの音楽賞Spellemannprisenにおいてオープン・クラス部門を受賞した。また、ジャガ・ジャジストのアルバムとしては初めて、日本のオリコンチャート入りを果たした。

## 収録曲
全曲とも作曲はラーシュ・ホーントヴェット、編曲はジャガ・ジャジストとJørgen Træenによる。
1. "The Thing Introduces..." - 0:23
2. "One-Armed Bandit" - 7:08
3. "Bananfluer Overalt" - 6:17
4. "220 V / Spektral" - 7:03
5. "Toccata" - 9:11
6. "Prognissekongen" - 4:34
7. "Book of Glass" - 6:49
8. "Music! Dance! Drama!" - 5:32
9. "Touch of Evil" - 6:40

### ボーナス・トラック
LPおよび日本盤CDに収録。
1. "Endless Galaxy" - 5:46

## 参加ミュージシャン
- Lars Horntveth - ギター、バスクラリネット、クラリネット、バリトン・サックス、ソプラノ・サックス、テナー・サックス、フルート、シンセサイザー、ピアノ、ラップ・スティール・ギター、バンジョー、プログラミング
- Martin Horntveth - ドラムス、ドラム・マシーン、パーカッション、バンジョー、マンドリン、ツィター、ベル、ピアノ、プログラミング
- Mathias Eick - トランペット、アップライト・ベース、キーボード、ピアノ、フレンチホルン
- Line Horntveth - チューバ、パーカッション、グロッケンシュピール、フルート、ボーカル
- Erik Johannessen - トロンボーン、ツィター
- Andreas Mjøs - ヴィブラフォン、ギター、シンセサイザー、マリンバ、パーカッション、グロッケンシュピール、Crotales
- Øystein Moen - シンセサイザー、ピアノ、オルガン、パーカッション
- Even Ormestad - ベース、キーボード、グロッケンシュピール、パーカッション
- Stian Westerhus - エレクトリック・ギター、バリトン・ギター、12弦ギター、ハープ、エフェクト、パーカッション

アディショナル・ミュージシャン
- Jørgen Træen - シンセサイザー、プログラミング
- ジョン・マッケンタイア - アナログ・シンセサイザー
- ジム・ベイカー - アープ・シンセサイザー(on 5. 6.)